# Бекешевский сельсовет (Башкортостан)
Бекешевский сельсовет — муниципальное образование в Баймакском районе Республики Башкортостан Российской Федерации.

## История
Образован 1 сентября 1974 г.
Согласно Закону о границах, статусе и административных центрах муниципальных образований в Республике Башкортостан имеет статус сельского поселения.

## Население
| 2002  | 2009  | 2010  | 2012  | 2013  | 2014  |
| ----- | ----- | ----- | ----- | ----- | ----- |
| 1769  | ↗1982 | ↘1644 | ↘1592 | ↘1536 | ↘1510 |
| 2015  | 2016  | 2017  |       |       |       |
| ↘1499 | ↘1480 | ↘1457 |       |       |       |

## Состав сельского поселения
| № | Населённый пункт | Тип населённого пункта       | Население |
| - | ---------------- | ---------------------------- | --------- |
| 1 | Бекешево         | село, административный центр | ↘711      |
| 2 | Куянтаево        | село                         | ↘933      |